# Bocholt
Bocholt (dolnoněmeckým dialektem Bokelt) je město v německé spolkové zemi Severní Porýní-Vestfálsko. Je největším městem zemského okresu Borken ve vládním obvodu Münster. Bocholt se nachází asi čtyři kilometry od státní hranice s Nizozemskem. Svou polohou je také součástí regionu Münsterland. V roce 2012 zde žilo přes 71 tisíc obyvatel.

## Historie
Město bylo poprvé zmíněno pod názvem Bohholz ve franských letopisech Annales regni Francorum z 8. a 9. století. Od 9. století se zdejší osada pomalu rozvíjela. Městská práva Bocholt získal v roce 1222. V průběhu 14. století došlo k dalšímu rozšíření města, které získalo také opevnění. V 15. století zde byl vybudován gotický kostel svatého Jiří. Na počátku novověku se rozvoj města zastavil. Vzhledem k poloze města v blízkosti nizozemské státní hranice bylo během osmdesátileté války v letech 1588 a 1589 obsazeno španělskými vojáky. K oživení zdejšího života došlo v 17. století. V letech 1618 až 1624 byla v Bocholtu vybudována radnice. V průběhu třicetileté války bylo město poškozeno a v letech 1635 až 1650 bylo obsazeno hesenskými vojáky. Následně ho zasáhl mor, což vedlo k dalšímu úpadku společenského života. Již od 16. století se zde rozvíjel textilní průmysl a zpracovávala se zde bavlna. Na počátku 19. století se Bocholt stal součástí vestfálského knížectví Salm. Knížectví bylo spolu s dalšími zeměmi připojeno po zániku Rýnského spolku v roce 1813 k Francii, ale už po Vídeňském kongrese roku 1815 bylo začleněno do Pruska. K hospodářskému oživení došlo ve městě s příchodem průmyslové revoluce. Rozvíjel se zde především textilní průmysl, vznikla řada nových budov a došlo k růstu populace. Po první světové válce se rozvoj městské ekonomiky opět zastavil. V letech 1934 až 1939 byl starostou člen NSDAP. Během druhé světové války bylo město v roce 1945 poničeno bombovými nálety a následně osvobozeno britskými vojáky. Stalo se tak součástí britské okupační zóny Německa. Po zániku Pruska v roce 1947 bylo začleněno do spolkové země Severní Porýní-Vestfálsko. V roce 1975 bylo v rámci regionálních územních reforem k Bocholtu připojeno deset samostatných obcí a populace vzrostla o 49 tisíc obyvatel až na hodnotu 65 tisíc obyvatel.

## Partnerská města
- Aurillac, Francie (od roku 1972)
- Rossendale, Spojené království (od roku 1977)
- Bocholt, Belgie (od roku 1980)
- Wu-si, Čína (od roku 1985)

## Galerie

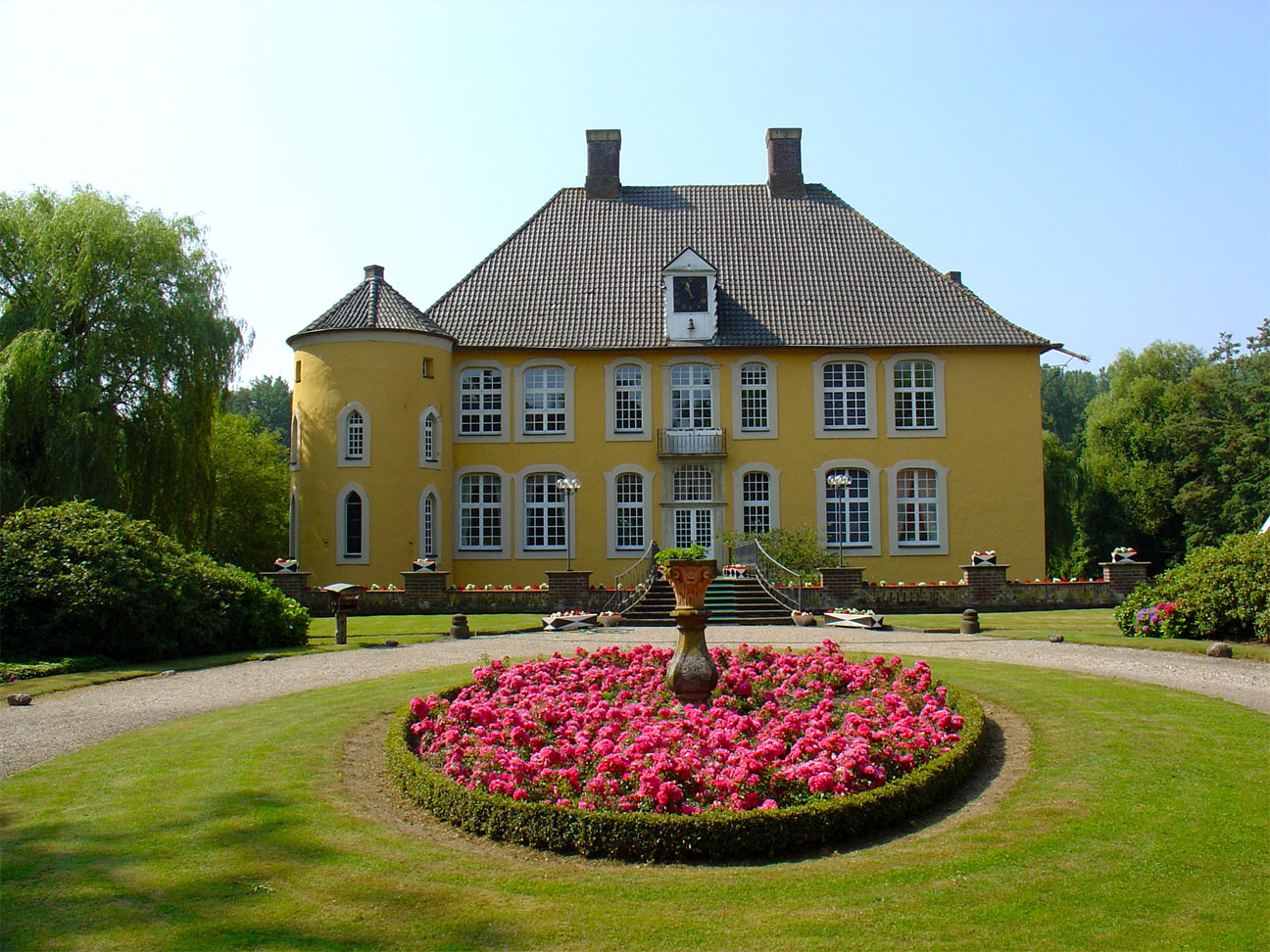
Zámek Diepenbrock
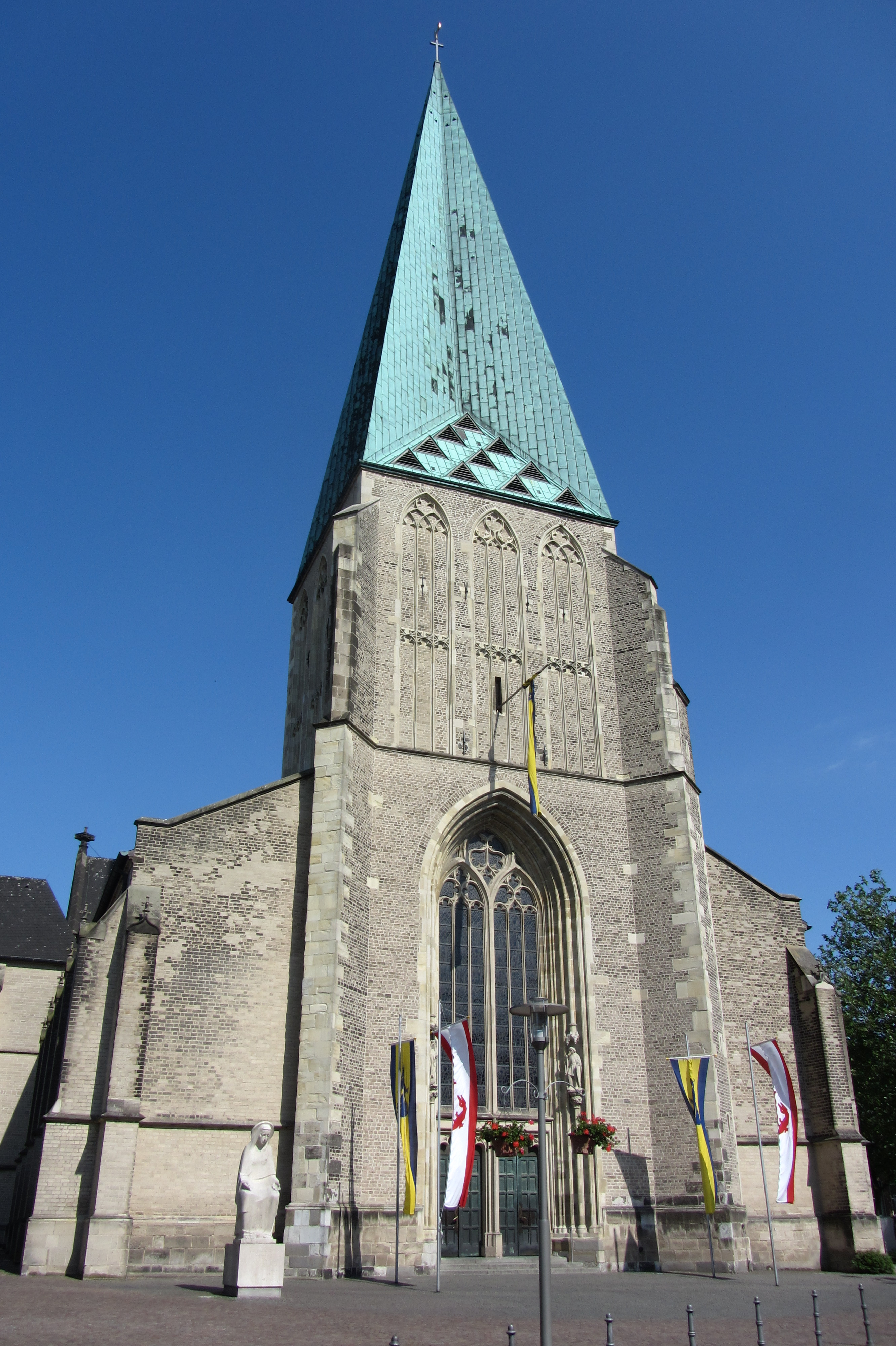
Kostel svatého Jiří
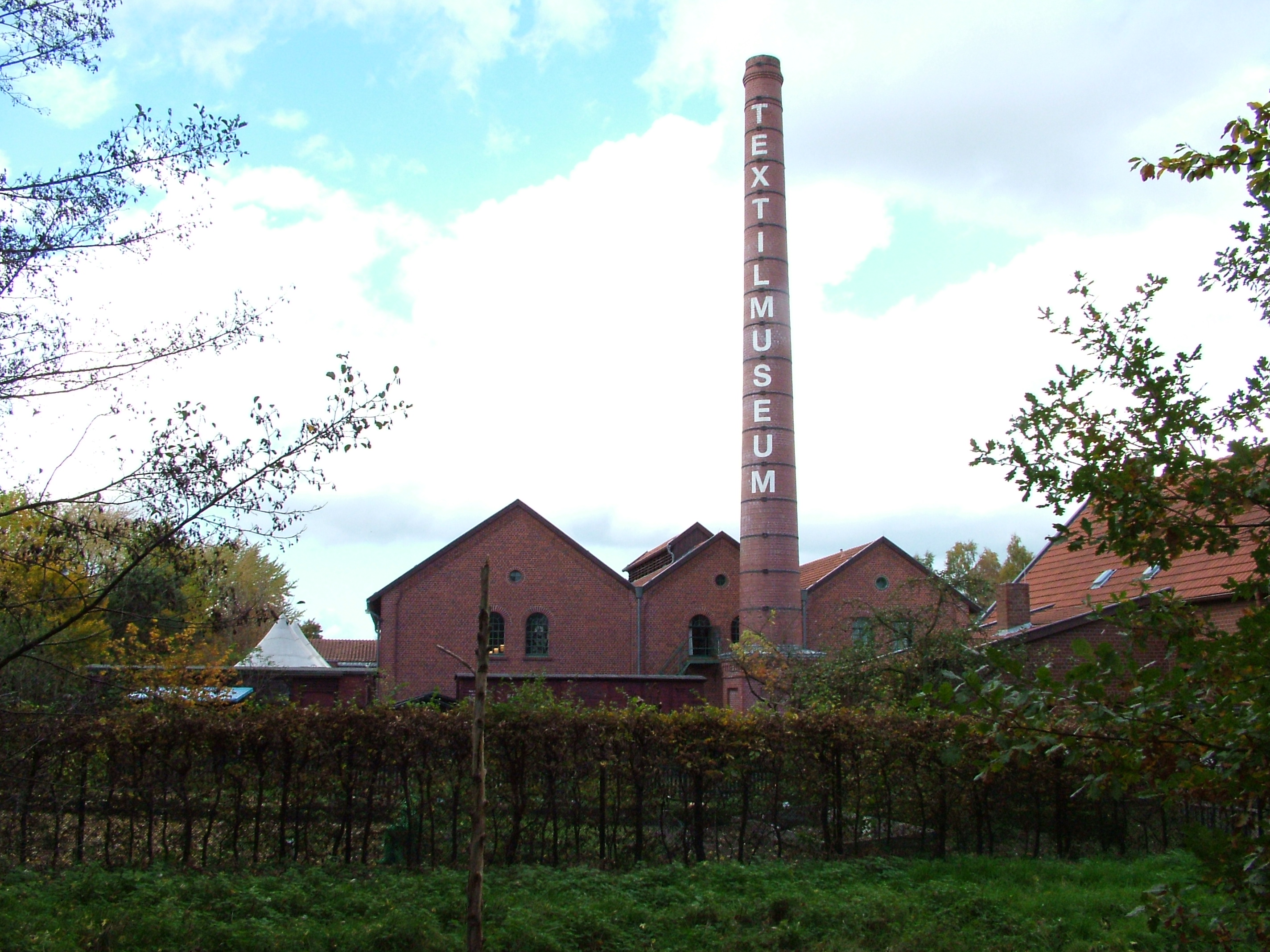
Textilní muzeum